# Nonvianuk Lake
Der Nonvianuk Lake ist ein See im Südwesten von Alaska (USA).
Der 132 km² große See befindet sich an der Westflanke der Aleutenkette, 40 km südlich des Iliamna Lake auf einer Höhe von 196 m. Er weist eine Längsausdehnung in Ost-West-Richtung von 28 km auf. Der See ist maximal 6,5 km breit. Am östlichen Seeende mündet der Kulik River, der 2,7 km lange Abfluss des benachbarten Kulik Lake, in den See. Der Nonvianuk Lake wird am westlichen Seeende vom Nonvianuk River entwässert.
Eine 400 m hohe Hügelkette verläuft entlang dem nördlichen Seeufer. 12 km nördlich vom Nonvianuk Lake liegt der etwas größere Kukaklek Lake.
Der See befindet sich teils im Katmai-Nationalpark und teils im Katmai National Preserve. Am Seeufer liegen die Enchanted Lake Lodge, die Kulik Lodge sowie die Nonvianuk Patrol Cabin. Zwischen Kulik Lake und Nonvianuk Lake befindet sich außerdem die Landebahn des Kulik Lake Airport.